# Chris Colorado
Chris Colorado este un serial de desene animate care conține 26 de episoade; a fost creat de Thibaut Chatel, Franck Bertrand și Jacqueline Monsigny, coloana sonoră fiind creată de Fabrice Aboulker. A fost televizat pentru prima dată pe data de 18 decembrie 2000 în Franța pe Canal+ si mai târziu pe canalul FR3.
A fost transmis și pe Toonami în Marea Britanie și în România în anul 2001. Serilul a mai fost transmis și pe canalele ABC și iView din Australia, ClubRTL din Belgia, VRAK TV din Quebec, ProSieben și Kabel 1 din Germania, Cartoon Network din Polonia și România.
Durata fiecărui episod este de aproximativ 26 de minute. Episoadele sunt foarte greu de găsit, dar primul DVD cu primele 4 episoade a fost lansat în Franța.

## Rezumat
Acțiunea din serialul „Chris Colorado” este situată pe planeta Pământ într-un viitor apocaliptic după ce un meteorit distruge aproape toate formele de viață de pe Pământ, creând un dezastru imens, cunoscut mai târziu ca „Marea Prăbușire”.
După un timp, numeroasele grupuri de supraviețuitori s-au adunat încercând să reconstruiască și să creeze o nouă societate mult mai pașnică, înființând „The World Federation” („Federația mondială”). După mai multe decenii de pace, un dictator misterios, supranumit «Thanatos», un om care poartă un costum și o mască pentru a-și ascunde fața, și-a creat o armata de oameni convertiți în cyborgi numiți Thanori începând astfel un război („The Mega War”). Thanatos, a reușit să pună stăpânire pe Europa, dar un grup de oameni numiți „The Centurions of Freedom” („Centurionii Libertății”), conduși de Comandantul Richard Julian reușesc să-l învingă pe Thanatos. Acesta se refugiază în ruinele „Orașului glorios” (prima capitală a lumii și cea mai afectată de meteoritul prăbușit), unde un fluid negru, numit acum de Centurioni, „Dark Torrent” („Torrent Negru”), îi conferă abilitatea de a recruta o nouă armată de Thanori dintre supraviețuitorii care trăiesc printre ruine, pornind o luptă constantă și aprinsă împotriva „Federației Mondiale”.
Povestea începe când un fost centurion numit Capitanul Chris Colorado, un soldat sportiv și inteligent, este recrutat de proaspătul-ales comandor al lumii, Richard Julian, care îi dezvăluie lui Chris, adevărul despre tatăl lui, William-Erwin Krantz, un cunoscut membru al brigăzii Centurionilor Libertății. El fusese însărcinat cu misiunea de a se infiltra în armata lui Thanatos, pentru a putea aduna informații despre inamic, dar când nu a mai putut fi contactat, s-a presupus că a dezertat la inamic. Din această cauză, mulți, printre care și Chris, au crezut că William-Erwin Krantz a dezertat. La început, nefiind de acord, Chris acceptă să devină principalul agent secret a lui Julian în lupta împotriva lui Thanatos, deoarece dorește să afle adevărul despre tatăl lui. Acest lucru îl va implica pe Chris în aventuri periculoase, în care va întâlni diverse persoane  care îi vor dezvălui adevărul despre tatăl său, familia sa și secretul din spatele „Marii Prăbușiri”.

## Personajele

### Chris Colorado
Chris Colorado este numele personajului principal, el fiind unul din cei mai buni soldați ai Federației Mondiale și un pilot foarte experimentat. El stăpânește foarte bine artele marțiale și are un masterat in știința. În principal, îi este frica de șobolani. Mai târziu, ne este dezvăluit că el a fost dat afară din armată, după ce comandanții lui, i-au înscenat furtul unor planuri secrete, temându-se să nu treacă de partea lui Thanatos, la fel ca tatăl lui. De atunci, el trăieste în casa bunicului său, Samuel Colorado localizată la baza Marelui Canion. Ajuns de trecut, Chris acceptă să devină principalul agent secret a lui Julian ca să poată afla adevărul despre tatăl lui.

### Chippowok
Este un indian Apache din tribul Hopi, care este prieten și principalul aliat al lui Chris Colorado, încă din copilărie. Originar dintr-un sat de pe Marele Canion, nu foarte departe de casa lui Sam Colorado, ei s-au întâlnit pentru prima dată când Chris era fugărit de un grup de Tanori trimiși de Thanatos să îl captureze pe el și pe familia lui. Chippowok i-a salvat viața lui Chris, atunci când l-a găsit rătăcit în deșertul de la baza Marelui Canion, astfel devenind îngerul lui păzitor .El îi este loial lui Chris, după cum spune tradiția poporului său și nu îi place să-i fie menționat numele adevărat („Inima tunetului”).

### Richard Jullian
Este comandatul „Centurionilor Libertății” care l-au învins pe Thanatos. Îl cunoștea foarte bine pe William-Erwin Krantz, însărcinându-l cu misiunea de a se infiltra în armata lui Thanatos pentru a strânge informații. Mai târziu, a fost ales ca Lider a Federației Mondiale, cu o nouă capitală, la Chichen Itza.

### Jenifer Jullian
Ea este fiica comandorului Julian.

### Rebecca Wong
Este secretara și consiliera lui Richard Julian. Ea pare rece și distantă, în principal din cauza unui accident suferit în trecut, în urma căruia, i-au fost amputate ambele mâini, acestea fiind înlocuite cu implanturi robotice. Trecutul ei rămâne un mister, fiind cunoscut faptul că numele ei real este Lily, ea fiind o extremistă politică, membră a partidului extremist „Axa de Oțel”, partid dizolvat de comandorul Richard Julian. La început, ea intră în conflict cu Chris Colorado, necunoscându-i intențiile. În final își dă seama că ei doi sunt de aceeași parte a baricadei și este de acord să se ajute reciproc, pentru binele Federației Mondiale.

### Thanorii
Recrutați cu forța de Thanatos, ei erau la început, oameni capturați de Thanatos și supuși unor transformări psihice, devenind cyborgi gata să lupte în numele lui Thanatos. Ei nu ezita să se sinucidă, decât să cadă în mâinile inamicului. Pentru a face acest lucru, ei au un buton instalat în cap, care odată apăsat, blochează anumite zone importante ale creierului. Thanorii sunt folosiți ca armata principală a lui Thanatos și sunt trimiși să execute diferite misiuni. Ei au spioni infiltrați în rândurile Federației Mondiale și sunt principalii inamici din serial. Pe parcursul serialului, ne este prezentată existența unui „Thanor Suprem”, comandantul întregii armate a lui Thanatos și care este al doilea la comandă, după Thanatos.

### Thanatos
Thanatos este dictatorul misterios și liderul Thanorilor. El pare să dețină niște abilități psihice obținute din Torentul Negru, un fluid negru și vâscos, emanat de meteorit.